# 토산 김씨
토산 김씨(兎山金氏)는 황해북도 토산군을 본관으로 하는 한국의 성씨이다. 월성 김씨(月城金氏)라고도 한다.

## 시조
시조 김부윤(金富允)은 고려 충렬왕때 찬성사(贊成事)까지 지냈다.

## 토산군의 연혁
토산(兎山)이라는 지명은 황해도 금천군과 신계군에 걸쳐 있었던 옛 지명이다.
백제와 고구려에 속해있던 때는 오사함달현(烏斯含達縣) 또는 월성현(月城縣)으로 불렸다가, 757년(신라 경덕왕 16) 경덕왕이 토산(兎山)으로 고쳤다. 1018년(고려 현종 9)에는 장단현(長湍縣)에 속하였다가, 1062년(문종 16) 개성(開城)의 직할이 되고, 예종 때 감무(監務)를 두었다.
1413년(태종 13) 현감(縣監)을 두어 황해도에 이속하였다. 1895년(고종 32) 지방제도 개편으로 토산군(兎山郡)으로 승격하였으며, 1914년 군면 폐합으로 일부는 신계군(新溪郡)에 들어가고 나머지는 금천군(金川郡)에 편입되었다. 1952년 금천군 일부 지역을 독립시켜 토산군을 신설했다.

## 인물
- 김취기(金就起): 김부윤의 아들[2]
- 김희적(金希迪): 추봉 판도판서[3]
- 김영생(金永生): 정로위[4]
- 김희횡(金希鋐): 첨지중추부사[5]

## 과거 급제자(조선시대)
- 김원길(金元吉, 1606년생) : 무과(武科) 인조15년(1637) 별시 병과(丙科)[4]

## 참고 자료
- 《고려사》
- 《신증동국여지승람》
- 《야은선생언행습유》
- 박필주, 《여호집》
- 《정축정시문무과방목》